# Methanosarcina barkeri
Methanosarcina barkeri (лат.) — типовой вид архей рода Methanosarcina из семейства Methanosarcinaceae. Метаногены. Штамм Methanosarcina barkeri fusaro был выделен из ила озера Фузаро близ Неаполя. Представляют собой дольчатые кокки.
Methanosarcina barkeri является анаэробом. Methanosarcina barkeri был обнаружен также в рубце крупного рогатого скота, где отсутствует кислород. Из продуктов, выделяемых этими археями, 35 % составляет метан и 65 % — углекислый газ. У Methanosarcina barkeri была открыта новая аминокислота, пирролизин, которая генетически кодируется последовательностями нуклеотидов, обычно блокирующими трансляцию терминаторного кодона в мРНК. Однако при сборке некоторых белков было обнаружено, что клетки, игнорируя терминаторный кодон, активируют пирролизин и продолжают синтезировать белки.